# 新機動戦記ガンダムW BLIND TARGET
『新機動戦記ガンダムW BLIND TARGET』（しんきどうせんきガンダムウイング ブラインドターゲット）は、ガンダムシリーズのラジオドラマ。

## 作品概要
アニメ『新機動戦記ガンダムW』から派生したラジオドラマで、1996年11月からTBSラジオの番組「林原めぐみのTokyo Boogie Night」内で放送された。その後ラジオドラマの内容は全2巻のCDで発売され、あさぎ桜による漫画化もされている。脚本はTVシリーズの脚本も手掛けた面出明美。
『新機動戦記ガンダムW』とOVA『新機動戦記ガンダムW Endless Waltz』の物語の間を埋める作品の一つで、人物のドラマに主体を置いている。ラジオドラマという媒体上の理由からモビルスーツは基本的に登場しないという、ガンダムシリーズとしては異色の作品となっている。

## 物語
同じ戦場で戦った昔の仲間「ラルフ」がトロワを訪ねてくる。ラルフはガンダムヘビーアームズを「我ら」へと渡すよう要求。それを断られると、これから何事かが起きると匂わせる。その言葉通り地球圏統一国家の要である、リリーナ・ドーリアン外務次官が誘拐され失踪、またコロニーの代表者の集う会議場は爆破され、会議場は全滅。代表者の一人であるカトルは生死不明となる。
そしてそれぞれの道を進み、一般人として生活しているガンダムパイロット達の周囲にも、黒い影がちらつき始める。
平和を望む人々の願いも空しく、新たな戦いの火蓋が切られようとしていた。

## 登場人物
- ヒイロ・ユイ（声：緑川光）
- デュオ・マックスウェル（声：関俊彦）
- トロワ・バートン（声：中原茂）
- カトル・ラバーバ・ウィナー（声：折笠愛）
- 張五飛（声：石野竜三）
- リリーナ・ドーリアン（声：矢島晶子）
- キャスリン・ブルーム（声：杉本沙織）
- ソグラン（声：辻親八）
- クリス・マーレイ（声：渡辺久美子）
- ラルフ・カート（声：安井邦彦）
- コロニー代表（声：室園丈裕）
- パイロット（声：遊佐浩二）

## 主題歌
- テーマソング：『MIND EDUCATION』
  - 作詩：六ツ見純代 作曲：新井理生 編曲：COLA&新井理生&KAZZ 唄：Misty Eyes（キングレコード）